# James Cooper (homme politique ontarien)
Pour les articles homonymes, voir James Cooper.
James Maxwell Cooper  (17 juin 1900-29 novembre 1979) est un homme politique provincial canadien de l'Ontario. Il représente Sudbury à l'Assemblée législative de 1937 à 1943.

## Biographie
Né à Sudbury, Cooper est élu député libéral dans la circonscription de Sudbury en 1937. Il fait partie des six députés du nord ontarien s'étant abstenu de voter lors d'un vote de défiance du gouvernement fédéral pour sa poursuite de la guerre avec pas suffisamment de diligence.
Après la politique, il devient investisseur dans les médias, entre autres en devenant partenaire avec George Miller et Bill Plaunt dans l'achat du Sudbury Star (en) et de la station de radio CKSO (en) en 1950 et lance la station CKSO-TV (en) en 1953. Il meurt dans un établissement de soin de santé en 1979.